# Lektor (Universität)
Der Lektor (früher auch Lesemeister genannt) im universitären Bereich ist ein Dozent, der nicht Professor ist. Sein Aufgabenbereich wird als Lektorat bezeichnet. Ihm sind spezifische Aufgaben, in Deutschland in der Regel im Bereich der Fremdsprachenvermittlung, zugewiesen. 
Die Tätigkeit des Universitätslektors ist nicht mit der des Verlagslektors zu verwechseln, der Manuskripte zur Veröffentlichung aussucht und gegebenenfalls bearbeitet.

## Geschichte
Ursprünglich war ein Lektor in bestimmten Staaten ein Hochschullehrer, der nicht Professor war und keinen Lehrstuhl innehatte. Sein Amt wurde gelegentlich als Lektur bezeichnet. Auf diesen Gebrauch geht die noch heute übliche angelsächsische Bezeichnung „Lecturer“ zurück.
Außerhalb der Universitäten wurden Personen, die Lehrveranstaltungen abhielten, aber keine ausgebildeten Lehrer waren, als Lektoren bezeichnet, zum Beispiel Pastoren, die an einem Gymnasium unterrichteten. Der Begriff „Lektor“ war demnach ähnlich zu verstehen wie heute „Dozent“.
An den Ordenshochschulen einiger Orden, vor allem der Dominikaner und Franziskaner, wurden bzw. werden die Professoren als Lektoren bezeichnet (im Mittelalter und in der Frühen Neuzeit auch mit dem entsprechenden deutschen Wort Lesemeister). 1926 schlossen sie sich in der Ordenslektorenvereinigung (OLV) zusammen.

## Deutschland
Ein Lektor ist in Deutschland heute ein Dozent, der in der Regel seine eigene Muttersprache in philologischen Abteilungen und Studiengängen von Hochschulen unterrichtet. Es gibt daneben auch deutsche Lektoren, die aufgrund ihrer Qualifikation (hervorragende Fremdsprachenkenntnisse mit entsprechendem akademischem Abschluss) diese Tätigkeit ausüben. 
An deutschen Hochschulen unterrichten beispielsweise muttersprachlich französische oder spanische Lektoren in der Romanistik und englische Muttersprachler in der Anglistik. Neben der reinen Sprachvermittlung (sprachpraktische Übungen) unterrichten Lektoren, je nach Anforderungen und Gegebenheiten der Hochschule sowie je nach Qualifikation des Lektors, auch Literatur und Linguistik und halten landeskundliche Vorlesungen. Normalerweise unterrichtet der Lektor ausschließlich die moderne Sprachform, im Falle einiger Sprachen und Studiengänge sind die Lektoren jedoch auf historische Sprachformen spezialisiert (etwa klassisches und mittelalterliches Latein, Altgriechisch, biblisches, rabbinisches und mittelalterliches Hebräisch, Syrisch und Aramäisch).
Befristet angestellte Lektoren bleiben in der Regel zwei bis vier, manchmal sechs Jahre an einer deutschen Hochschule und bereiten parallel zu ihrer Unterrichtstätigkeit eine Promotion für ihre Heimathochschule vor, etwa in einem literatur- oder sprachwissenschaftlichen Fach. In diesem Fall wird das Lektorat als Qualifikationsstelle genutzt, auch wenn es vom Umfang der Lehrverpflichtung her nicht als solche ausgestattet ist: Qualifikationstellen mit stets befristeter Laufzeit verpflichten wissenschaftliche Angestellte in Deutschland zu lediglich 4 Semesterwochenstunden Unterrichtstätigkeit, Lektorate hingegen zu rund 17 Stunden.
Unbefristete Lektorate sind ausdrücklich nicht als Forschungsstellen angelegt, sondern ganz oder überwiegend der Lehre gewidmet. So erklärt sich, dass für einen Lektor normalerweise die doppelte Unterrichtsverpflichtung eines Professors gilt; Letzterer gibt laut Lehrverpflichtungsordnung 8 bis 9 Semesterwochenstunden, ein Lektor 16 bis 17 (in manchen Bundesländern mehr). Der Aufstieg eines unbefristeten Lektors kann in Form des Bewährungsaufstiegs erfolgen, der nach einer bestimmten Anzahl von Jahren erfolgreicher Lehre gewährt wird; dabei ändern sich weder Amtsbezeichnung noch Tätigkeit, doch steigt der Lektor in eine höhere Gehaltsklasse. Unbefristete Lektorate dienen dazu, die Kontinuität des philologischen Unterrichts zu gewährleisten; die Lektoren organisieren und führen Prüfungen durch, konzipieren und optimieren die Strukturen des Fremdsprachenunterrichts und achten auf eine sinnvolle Zuordnung von Unterrichts- und Prüfungsmaterialien zu definierten Lernniveaus. Oft verfassen sie selbst Lehr- und Grammatikbücher.
Ein Teil der in Deutschland tätigen Universitätslektoren sind Stiftungslektoren; das heißt, ihre Stelle ist von ihrem Heimatstaat gestiftet und wird von ihm finanziert, um die Kenntnis von dessen Sprache in Deutschland zu fördern. Die in diesem Bereich engagierten Staaten sind traditionell solche, aus denen größere Einwandererströme nach Deutschland geflossen sind. So bestehen an einigen Hochschulen italienische, portugiesische und griechische Stiftungslektorate. Das Dienstverhältnis dieser Lektoren ist in der Regel befristet. Danach kehren sie in ihr Ursprungsland zurück und unterrichten dort als Lehrer oder verfolgen eine wissenschaftliche Laufbahn.
An manchen deutschen Hochschulen werden Lektorenaufgaben auch von wissenschaftlichen Mitarbeitern, akademischen Räten oder Studienräten im Hochschuldienst wahrgenommen. Die Stellenbeschreibung kann in diesen Fällen variieren und weitere Aufgaben (z. B. im Bereich der Forschung oder der akademischen Selbstverwaltung) enthalten; dafür ist das Lehrstundendeputat gegebenenfalls reduziert (z. B. auf 12 oder 14 Semesterwochenstunden).
Deutschlektoren vermittelt u. a. der DAAD an ausländische Hochschulen (ebenso wie deutsche Sprachassistenten an ausländische Gymnasien). Auch andere Träger wie die Robert-Bosch-Stiftung oder der österreichische Staat (ÖAD) entsenden Lektoren, die die deutsche Sprache und Literatur im Ausland unterrichten und fördern.
Die Bezahlung entspricht in Deutschland im Allgemeinen der eines Wissenschaftlichen Mitarbeiters oder Gymnasiallehrers.

## Österreich
In Österreich gibt es Lektoren im tertiären Bildungsbereich an Universitäten (Universitätslektoren), Fachhochschulen und Pädagogischen Hochschulen. Sie halten Lehrveranstaltungen zur Vermittlung fachlicher Kenntnisse in einem Bereich, in dem sie selber einen Hochschulabschluss besitzen. Die Tätigkeit von Lektoren ist dabei nicht auf philologische Fächer beschränkt.
Neben dem Hochschulabschluss wird keine didaktische oder methodische Ausbildung vorausgesetzt. Diese kann aber per Weiterbildung erworben werden. Neu eingestellte Lektoren seit 2004 sind Angestellte, eine Verbeamtung ist bei Neueinstellungen seit dieser Zeit nicht mehr möglich. Üblich sind befristete Verträge von vier bis sechs Jahre. Grundsätzlich sind auch andere Befristungen oder Festanstellungen möglich.

## Andere Länder
An skandinavischen Hochschulen ist ein Lektor (offizielle englische Bezeichnung „Associate Professor“) ein fest angestellter Hochschullehrer mit Unterrichts- und Forschungspflicht, zu dessen Aufgaben auch die Betreuung von Doktoranden und Masterstudenten gehört. Darüber hinaus übernehmen Lektoren Funktionen in der universitären Selbstverwaltung, u. a. als Abteilungs-, Institutsleiter oder Dekan. Damit lässt sich ein skandinavisches Lektorat mit einer ordentlichen W2-Hochschulprofessur in Deutschland vergleichen. Solche Lektorate sind nicht auf die philologischen Fächer beschränkt, sondern kommen an allen Fakultäten vor. Die Anstellung als Lektor setzt meist den PhD- oder Doktorgrad voraus, in der Regel auch die vorherige Tätigkeit als „Adjunkt“ (Assistant Professor, entsprechend einer deutschen Juniorprofessur). Im angelsächsischen Bereich entspricht die Funktion einem englischen „Lecturer“, „Senior lecturer“ oder „Professor“.
In Litauen ist der Lektor in der Regel ein Hochschullehrer am Beginn seiner Karriere, der keinen Titel wie „Dozent“ oder „Professor“ führt und am Lehrstuhl oder am Institut einer Hochschule (Universität oder eines Kollegs) arbeitet und Vorlesungen hält. Für diese Bezeichnung ist die Promotion keine Voraussetzung. Nach einiger Zeit kann der Lektor „docentas“ und danach „profesorius“ werden. Als Lektoren bezeichnen sich auch die Personen in den anderen Bildungsbereichen, die die Bildungsveranstaltungen (Seminare, Kurse, Fortbildungen etc.) durchführen.
Die Funktion des Lektors im deutschen Sinne des Wortes erfüllt an französischen Hochschulen der „maître de langues“ oder „lecteur“. In anderen Ländern wird er als „teacher“ oder „senior teacher“ eingestuft.